# Туницин
Туницин — вид целлюлозы, из туники оболочников (Tunicata). Количество туницина варьирует в разных группах оболочников. У донных представителей (асцидий) оно достигает значительной величины (до четверти сухой массы тела), в тунике планктонных форм содержание туницина невелико или же он может отсутствовать вовсе.

## История изучения
Первоначально туницин был найден у Ascidia mammilaris (Schmidt, 1845) и в мантии различных видов оболочников (Lowig u. Kölliker, Payen, 1846), от которых и получил своё название (Berthelot, 1859). Кроме названных исследователей, туницин изучался Шефером (1871), Франшимоном (1879), Винтерштейном (1893), Гоппе-Зейлером (1894) и др.
Согласно некоторым исследованиям XIX века (Ambronn), целлюлоза также находится в теле головоногих моллюсков, слизней и в хитиновых образованиях членистоногих (веслоногих раков, пауков, пчел, саранчи).

## Методы выделения
Для получения его в чистом состоянии применяют приблизительно те же приёмы, что и для изоляции и очищения растительной клетчатки, причём главная роль отводится действию щелочи для разрушения азотистых (белковых) веществ. По Шеферу, например, сырой материал (мантия оболочников, лучше всего от Phallusia mammilaris) вываривается последовательно в воде под давлением, в слабой соляной кислоте, далее в крепком растворе едкого кали и промывается затем водой и спиртом. Гоппе-Зейлер применяет действие концентрированного раствора едкого кали при 180 °C. Винтерштейн рекомендует следующий способ. Высушенные мантии оболочников повторно вывариваются в воде и извлекаются затем на холоду 1 % соляной кислоты, вновь высушиваются, измельчаются и вывариваются в течение 1 часа в 1 % растворе едкого кали. Этой крепости и продолжительности, по-видимому, недостаточно, судя по тому, что полученный Винтерштейном туницин содержал 0,1 % азота, тогда как в туницине у Шефера азота вовсе не было. После промывки водой для удаления щелочи продукт обрабатывается при нагревании 2 % серной кислотой, и полученный остаток промывается последовательно водой, спиртом и эфиром.

## Химические и физические свойства
Количество туницина в теле оболочников достигает 23—24 %, считая на вес высушенного при 100° животного. Он представляет белую просвечивающую массу, а в тонком слое бесцветную и прозрачную, сохраняющую волокнистое строение животной ткани, по консистенции напоминающую плотную бумагу и с таким же запахом, как она, горючую. Элементарный состав туницина за вычетом золы, которой содержит от 9 до 16 % (Schäfer), вполне точно выражается формулой клетчатки C6H10O5, которая для С требует 44,44 % и для Н — 6,17 %, а в туницине найдено: С = 44,40 % и Н = 6,27 % (в среднем из определений Пейена, Бертело и Шефера).
Свойства его также настолько совпадают со свойствами обычной растительной клетчатки, что большинство исследователей, как Шмидт, Лёвиг и Кёлликер, Пейен, Шефер, Гоппе-Зейлер, Винтерштейн, признают его тождественным с последней. Так, он не изменяется при кипячении с разведёнными кислотами и щелочами, с йодом и крепкой серной кислотой даёт характерное для клетчатки синее окрашивание, растворяется в крепкой серной кислоте и затем, гидролизируясь при кипячении разбавленного водой раствора, превращается в виноградный сахар; далее, он растворяется в аммиачном растворе окиси меди и выделяется из него обратно кислотами в виде аморфных, подобных гидрату глинозёма хлопьях, сохраняющих способность окрашиваться в синий цвет йодом в присутствии хлористого цинка, но растворимых при кипячении в слабой соляной кислоте, как и клетчатка, подвергнутая такой же обработке; наконец, при обработке дымящей азотной кислотой, сохраняя свой внешний вид, превращается в растворимый в смеси спирта с эфиром взрывчатый нитропродукт, образующий по испарении спирта и эфира из раствора прозрачную коллодионную плёнку (Schäfer). По Бертело, однако, туницин действию разведённой серной кислоты сопротивляется значительно упорнее растительной клетчатки, также фтористый бор на сухой туницин на холоду не действует, а обыкновенную клетчатку обугливает. Не следует в то же время упускать из виду и того обстоятельства, что при гидролизе туницина рядом с виноградным сахаром Винтерштейном замечено, по-видимому, образование также и какой-то другой глюкозы. Тем не менее, на основании вышеприведённых данных, необходимо признать туницин за один из видов клетчатки, тем более, что и в тканях растений, как это теперь уже с несомненностью доказано, встречается несколько её видов, различающихся между собой как в отношении продуктов, образуемых ими при гидролизе, так и по некоторым другим свойствам.